# 小利特基
48°52′12″N 36°57′4″E / 48.87000°N 36.95111°E
小利特基（烏克蘭語：Малолітки）是位於烏克蘭東部的村莊，由哈爾科夫州伊久姆區的巴爾溫科韋市鎮負責管轄。該村始建於1923年，面積0.74平方公里，海拔高度96米，2001年人口229，人口密度每平方公里308.2人。